# Sarphatipark 53
Het gebouw Sarphatipark 53 bestaat uit een enkel herenhuis aan het Sarphatipark (zowel park als straat) in De Pijp te Amsterdam-Zuid. 
Het woonhuis is gebouwd in de eclectische bouwstijl. Het is wat dat betreft een voortzetting van de gevelwand aan dit luxe stuk van De Pijp. De belendende panden Sarphatipark 47-51 waren ook deels van de hand van architect B.J.G. Bos, makelaar en waarschijnlijk tevens aannemer (dat kwam vaker voor in De Pijp). Het gebouw bestaat uit begane grond, 1 hoog, 2 hoog, 3 hoog en een zolderetage met dakkapel. Opvallend is dat de eerste etage een uitstekend balkon heeft, de tweede etage heeft alleen een hekwerk; etage drie hoog moet het doen zonder uitgang naar buiten. Het is mogelijk dat de heer Bos hier zelf woonachtig was (het werd in 1904 verkocht als zijnde begane grond en drie verhuurde bovenhuizen, aldus De Telegraaf van 24 september). In het pand waren in het verleden ook notarissen dan wel curatoren gevestigd.
De tekening van het gebouw ging nog uit van het adres Jan Steenstraat, maar die straatnaam werd later gewijzigd in Sarphatipark.